# Травневе свято

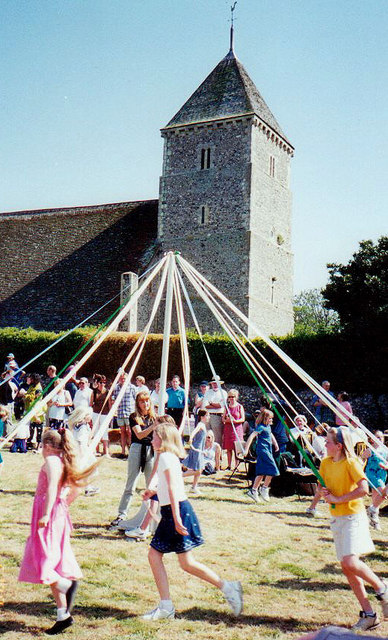
Святкування 1 травня, Східний Сассекс

Травневе свято — свято, зазвичай відзначається 1 травня. Це давній весняний фестиваль в Північній півкулі і традиційне весняне свято в багатьох культурах. Танці, спів і частування зазвичай є частиною свята. В кінці 19 століття цей день був обраний соціалістами і комуністами (Другий інтернаціонал) Міжнародним днем трудящих в пам'ять про події на ринку сіна в Чикаго.
Міжнародний день праці також можна назвати «травневим днем», але це святкування відрізняється від традиційного травневого дня.

## Святкування
Найбільш ранні з відомих травневих свят пов'язані з фестивалем Флори, римською богинею квітів, який проходив з 27 квітня по 3 травня в часи Римської республіки, і фестивалем Діоніса і Афродіти (Майоума), який проходив кожні три роки в травні. Флоралія відкривалася театральними виставами. У Флоралії Овид каже, що зайці і кози випускалися на свободу в рамках святкових заходів. Персій пише, що натовпи людей були оповиті гілочками і люпином. Ритуал під назвою «Флорифертум» здійснювався 27 квітня або 3 травня, під час нього пучок колосків пшениці переносили у святилище. Флоралія завершалася змаганнями і жертвопринесенням Флорі.
Майоума відзначалася як мінімум у II столітті нашої ери, коли записи показують, що витрати на місячний фестиваль були покриті Імператором Коммодом. Згідно хронік 6 століття Іоанна Малали, майума був «нічним драматичним фестивалем, що проводиться кожні три роки і відомий як Оргії»
Пізніше у травні святкувалася Вальпургієва ніч, що відзначала офіційну канонізацію Вальпурги 1 травня 870. У гельській культурі ввечері 30 квітня відбувалося свято Белтейн (що перекладається як «щаслива пожежа»), початок літнього сезону. Вперше підтверджене в 900 р. нашої ери, святкування було зосереджене на символічному використанні вогню для благословення великої рогатої худоби та іншої худоби. Ця традиція збереглася і на початку 19 століття, коли худоба перестрибувала через багаття, щоб захистити своє молоко від крадіжки феями. Люди також перестрибували через багаття на удачу.
Починаючи з 18 століття, багато католиків відзначали травневі свята вшануваннями Пресвятої Діви Марії. У творах мистецтва, шкільних сценах і т. д. голову Марії часто прикрашають квіткові корони. 1 травня також є одним з двох святкових днів католицького покровителя робітників, святого Йосипа.
Найвідоміші традиції Травневого дня, що спостерігаються як в Європі, так і в Північній Америці, включають танці навколо травневого дерева і коронацію королеви травня. Менш популярні з кінця 20 століття — традиція дарувати «травневі кошики», невеликі кошики цукерок або квітів, зазвичай анонімно залишені на порогах сусідів.
Наприкінці 20-го століття багато новонавернених почали відновлювати деякі старі язичницькі свята і поєднувати їх з більш сучасними європейськими світськими і католицькими традиціями, а також відзначати Перше травня як язичницьке релігійне свято.

### Болгарія
У перший день травня болгари святкують Іріма (або Єремію, Еремію, Іріму, Замську дену). Свято асоціюється зі зміями і ящірками, ритуали робляться для того, щоб захистити людей від них. Назва свята походить від пророка Єремії, але його походження, швидше за все, язичницьке.

### Чехія
У Чехії Першотравневий день традиційно вважається святом любові, а Травень — місяцем любові. Святкування весни проводиться 30 квітня, коли зводиться травнева вежа (по-чеськи «májka») — традиція, можливо, пов'язана з Белтаном, у цей день запалюються багаття. Подія схожа на німецьку вальпургіїву ніч. Це державне свято 30 квітня.

### Естонія
Першотравневий день або «весняний день» (Kevadpüha) — це національне свято в Естонії, що відзначає прихід весни.

### Фінляндія
Вальпургієва ніч («Vappu») є у Фінляндії одним з чотирьох найбільших свят разом з кануном Різдва, Новим роком і святом літнього сонцестояння (Юханнус — Мідсоммар).

### Франція

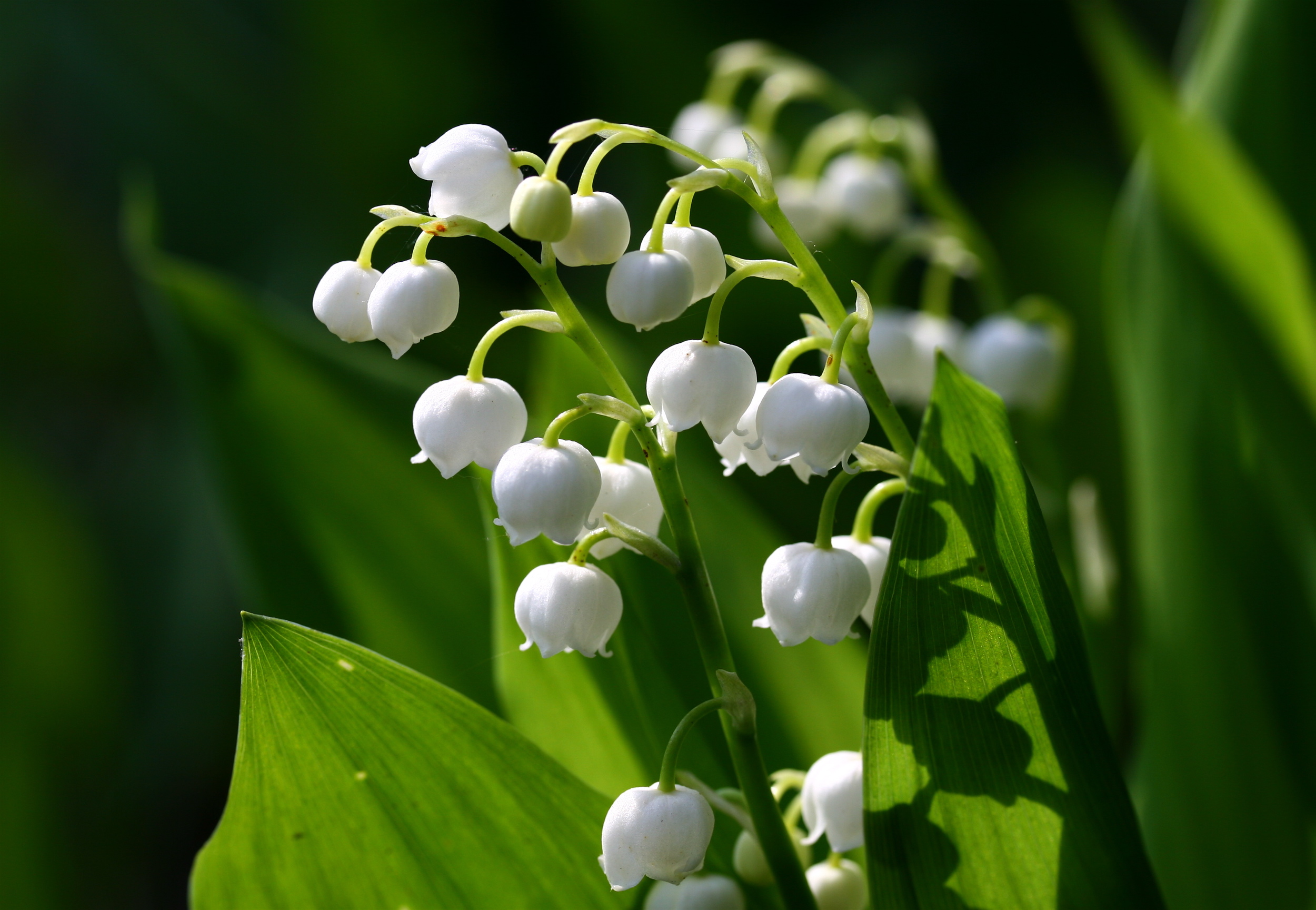
Конвалія

1 травня 1561 французький король Карл IX прийняв в якості свого герба лілію (Конвалія звичайна). Він вирішив щороку дарувати цю квітку дамам королівського двору. На початку 20-го століття стало традицією дарувати гілочку лілії, символ весни, 1 травня.

### Німеччина

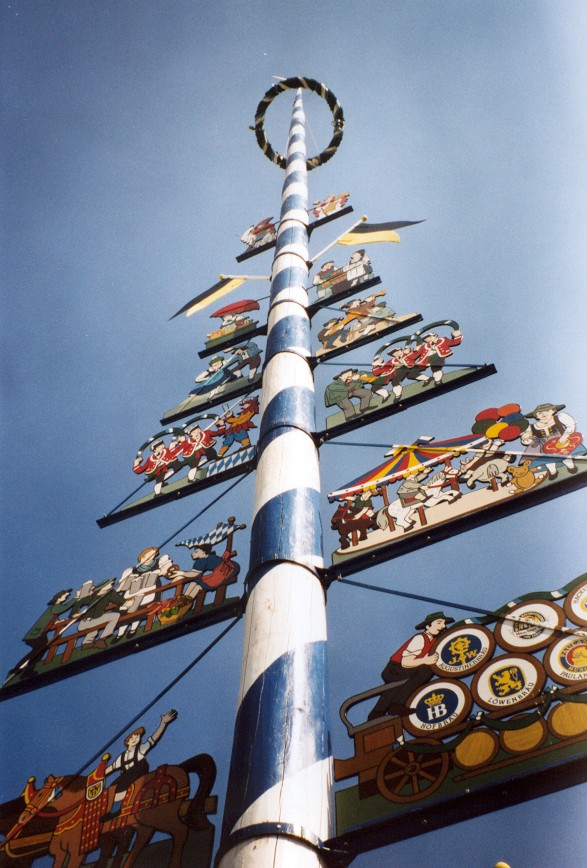
Майбаум

У сільських районах Німеччини, особливо в горах Гарц, вальпургієва ніч традиційно проводиться в ніч перед травневим днем, включаючи багаття і обгортання Майбаума (травневе дерево).

### Польща
У Польщі державне свято відзначають 1 травня. Історично, більшість святкових заходів присвячено Дню праці. Активісти та ліві політичні партії зазвичай організовують в цей день паради в містах і селищах.

### Румунія
У перший день травня румуни святкують початок літа, символічно пов'язаний із захистом сільськогосподарських культур та сільськогосподарських тварин.

### Швеція
Більш традиційні свята перенесені на вальпургієву ніч («Valborgsmässoafton»), відому в деяких місцях як «Минулий квітень». Перше травня відзначається як Міжнародний день трудящих.

### Англія

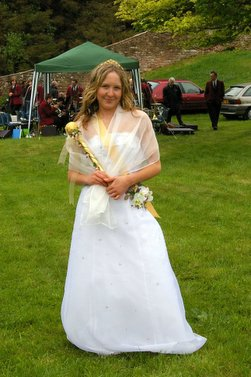
Травнева королева, Камбрія

Традиційними першотравневими обрядами є Коронація королеви травня та урочистості за участю травневого дерева, навколо якого танцюристи часто кружляють зі стрічками. Ранні записи про святкування датують 14 століттям, а до 15 століття традиція травневого дерева утвердилася на півдні Великої Британії.

### Канада
Перше травня відзначається в провінціях Британської Колумбії, Квебека, Нью-Брансвіка і Онтаріо.

### Сполучені Штати
Першотравневий день також відзначали деякі ранні європейські поселенці американського континенту. У деяких частинах Сполучених Штатів Америки виготовляються травневі кошики. Це маленькі кошики, зазвичай наповнені квітами або частуваннями і залишені на порозі. Дарувальник дзвонить у дзвін і тікає.
Сучасні святкування у США значно розрізняються в залежності від регіону, і багато з них мають як «зелене» (язичницькі), так і «червоне коріння».

### Україна
Традиція проведення маївок з'явилася в Києво-Могилянській Академії наприкінці XVII сторіччя. Студенти-могилянці не лише бенкетували, а й влаштовували змагання та вистави — в 1705 році, скажімо, під час маївки відбулася «прем'єра» трагикомедії Феофана Прокоповича «Володимир», вправлялися у складанні віршів. Глядачами були не лише студенти й викладачі, а й пересічні кияни, для яких маївки стали традиційною розвагою.
До кінця XVIII століття маївки влаштовували на Щекавиці. Але в 1770 році Київ був спустошений епідемією чуми і цю гору відвели під цвинтар для її жертв. Тому для проведення маївок почали використовувати Шулявський гай. Участь студентів у них поступово зійшла нанівець. Маївки перетворилися на святкову традицію весняних пікніків. В заходах і надалі брали участь представники місцевої влади — принаймні на їхньому початку, але надалі містяни святкували на свій смак.
Лише наприкінці XIX сторіччя маївки почали використовувати з політичними цілями. На теренах України День робітничої солідарності вперше відзначили у Львові — 1890 року.. На схід від Збруча це вперше сталося 1900 року. День Праці також був державним святом і неробочим днем в Українській Народній Республіці. У 2017 році Верховна Рада України внесла зміни до статті 73 Кодексу законів про працю України, відповідно до яких «День міжнародної солідарності трудящих» було перейменовано на «День праці».